# Michel Briguet
 (mars 2024).
Si vous disposez d'ouvrages ou d'articles de référence ou si vous connaissez des sites web de qualité traitant du thème abordé ici, merci de compléter l'article en donnant les références utiles à sa vérifiabilité et en les liant à la section « Notes et références ».
Michel Briguet-Lamarre (Bordeaux, 23 août 1918 - Paris 5e, 5 mai 1997), connu sous le simple patronyme de Michel Briguet, est un musicien, pianiste, musicologue, musicographe et pédagogue français.

## Présentation
Après des études de piano au Conservatoire de Bordeaux, complétées par les conseils reçus de différents maîtres – notamment Yves Nat – il commence à jouer dans des lycées, des collèges (il en visitera un nombre considérable), et à donner des récitals publics en province. Dès ses débuts, la présentation de ses propres programmes – inusuelle à cette époque –, lui permet un contact privilégié avec les auditeurs.
En 1949, débute une longue collaboration avec les Jeunesses musicales de France : en 25 ans, il présentera pour cette association près de 2 000 concerts avec les interprètes les plus divers. En même temps augmente aussi le nombre de ses collaborations, par le piano, la parole, l’enseignement, l’écrit avec les organismes les plus variés : Alliance française, Ministère des Armées, de la Coopération, de l’Éducation nationale (de 1952 à 1954, il remplit des fonctions de professeur d’éducation musicale), l’UFOLEA (Union Française des Œuvres Laïques pour l’Éducation Artistique), Pathé Marconi, Centres culturels municipaux, RTF, conservatoires, etc.

## Un animateur et un généraliste
Dès cette époque, il organise de façon systématique des visites musicales — qui n’étaient guère de mode alors — dans les entreprises, les centres de loisir, les villages, seul d’abord, puis avec Travail et Culture, le Comité d’entreprise de la Régie Renault, la CCAS de l’EDF, d' Air France, etc. Pour répondre aux nécessités de ces incursions sur « terres en friches » il prévoit l’apport — alors absolument insolite — d’un matériel de qualité : piano à queue, matériel audiovisuel. La chance d’une émission de télévision bien réussie (une visite avec Chopin dans un village de l’Yonne) mettra le projecteur sur une telle action à laquelle les médias attachaient d’ordinaire peu d’attention et le fera appeler, en 1967, comme « animateur musical » du Ministère des Affaires Culturelles (aujourd’hui Ministère de la Culture). Il occupera 8 ans ce poste, débordant de ses obligations officielles, multipliant par centaines les auditions, les animations, les rencontres dans tous les lieux où vivent les gens : écoles, foyers de jeunes comme d’anciens, centres de travail ou de vacances. En éclaireur, il lance sur le terrain des actions et des idées que leur nouveauté rend parfois déconcertantes ou d’apparence vaine ; mais les organisations officielles seront bien obligées, dès les années suivantes, de reprendre les pistes qu’il avait tracées.

## Animateur, musicologue, pédagogue, pianiste…
Pendant de nombreuses années, Michel Briguet se fera connaître comme un militant et un généraliste de la musique. Musicographe, il rédigera des centaines de « plaquettes de présentation » pour des disques de musique classique. Il sera apprécié en tant que présentateur ou animateur lors de milliers de concerts de tous genres : musique de chambre, œuvres symphoniques, récitals de solistes…
Ses activités de musicologue l’amèneront à participer activement à de nombreux colloques et de nombreuses émissions de radio, notamment sur France Culture et France Musique. Il écrira, en outre, de très nombreux articles dans des médias de presse tels que le Journal Musical Français et la revue Musica Disques, soit sous son nom propre, soit sous le pseudonyme de L'Espinou.
En tant que pianiste, il donnera d’innombrables récitals et publiera ses propres enregistrements de piano dans des répertoires variés (Chopin, Mozart, Mendelssohn, Bartók, Joaquin Turina, etc.)
Et durant tout ce temps, en fond de ces multiples activités menées avec un dynamisme qui força bien souvent l’admiration, Michel Briguet sera un pédagogue au service de la musique. Il aura la responsabilité d’un cours de piano à la Schola Cantorum de Paris, d’un cours d’interprétation pianistique au Conservatoire Municipal de Gennevilliers (aujourd’hui CRD [Conservatoire à Rayonnement Départemental] Edgar Varèse), et au sein de multiples autres structures. Il formera également un grand nombre d’élèves dans le cadre de son cours privé.

## Michel Briguet et la critique
Au sujet de son livre "Faire de la Musique, L’amateur actif et ses problèmes" 
Après tout ce qui a pu être écrit à propos de la musique et des musiciens, voici « du nouveau » sous forme d’un petit volume qui ira droit au cœur de toute cette fourmilière obscure — armée sans gloire, mais combien ardente — que constituent les « Amateurs ». On n’avait jamais parlé d’eux que pour sourire ironiquement de leurs efforts ; et voici que Michel Briguet les réhabilite, les replace à la lumière qu’ils méritent, invitant tous ceux qui aiment la musique à se joindre à eux… C’est avec une précision quasi mathématique et une documentation méticuleuse que l’auteur étudie tous les problèmes de la musique vivante.
Edith Briand (Le Courrier de l’Ouest)
Un volume à lire. Mieux : à méditer. Bernard Gavoty (Aux Écoutes)
Un livre remarquable. François Vercken (France Musique)
Au sujet de son disque « Trois aspects du Romantisme »
… Ce beau disque donne l’occasion de retrouver un interprète exceptionnel par la clarté et la qualité poétique de son jeu. Rarement le romantisme a eu meilleur interprète : la fougue, le mystère, la foi, aussi bien que la grandeur et l’héroïsme de Chopin, la joyeuse chanson de Schubert ou le pathétique de Liszt, tout est ici à sa juste place. 
… Ce disque a sa place dans toutes nos discothèques.  
Jacques Charpentreau (Officiel des Comités d’Entreprise et des Services Sociaux)
Au sujet de ses disques de la série Chopin
Michel Briguet, musicien suprêmement intelligent, prend Chopin très au sérieux, comme cela devrait toujours être le cas ; pas de mignardise ou de caracoles, mais une démonstration de musique incroyablement tendue et, finalement, dans sa concentration extrême, ascétique. Le doigté est plein de contrastes sans excès de clair-obscur. C’est un Chopin sévère, parfois rude, mais pathétique aussi et très attirant.
Revue ETUDES
Au sujet de ses disques de Béla Bartók
Rentré à Budapest je vous remercie encore une fois de la belle soirée où j’ai eu l’occasion d’entendre les échantillons de vos enregistrements de Bartók. Ils me donnaient le plus vif plaisir. La musique de Bartók se nourrissant de la source même du folklore exige de l’interprète une adaptation parfaite au rythme et à la déclamation de la chanson paysanne. Il est d’autant plus surprenant de trouver chez un artiste français une compréhension aussi approfondie de l’intention de Bartók. Par la justesse du rythme, l’architecture de la ligne mélodique, votre jeu, Cher Monsieur, évoqua en moi avec une authenticité frappante le langage musical des vieux villages hongrois…
Extrait d’une lettre adressée à Michel Briguet par András Szőllősy, compositeur, professeur d’histoire de la musique au Conservatoire de Budapest, un des plus grands spécialistes de Bartók.
Au sujet du pianiste et conférencier
Et ce fut la révélation : il existait donc une musique capable de convaincre, de combler, de soulever ceux-là mêmes qui en ignorent tout ! Michel Briguet n’allait pas par quatre chemins, il ne parlait que de musique mais il en parlait comme on parle des choses de la vie. Bref, il parlait d’évidence et il jouait de même. Avec lui, tout devenait si naturel, si profondément nécessaire ! Aujourd’hui, à quelque trente ans de distance, je salue en Michel Briguet un prédicateur, un musicien apôtre comme il y en a peu et qui met tout son talent à faire partager sa passion. Car on ne sait ce qu’il faut admirer le plus, de ses qualités d’interprète ou de son pouvoir de persuasion. Sans doute, dans tout le pays, sont-ils nombreux ceux qui, comme moi, lui doivent ce qui a donné sens et richesse à leur vie.
Maurice Fleuret (alors Directeur de la Musique au Ministère de la Culture)

## Discographie
Série Chopin (Disques EDIBER no 101 ~ 107 – 17 cm, 33t.)
I : 5 Valses / II : 4 Nocturnes / III : 3 Polonaises / IV : 11 Préludes / V : 8 Mazurkas de la jeunesse / VI : 9 Mazurkas de l’exil
/ VII : 4 impromptus
Prokofiev classique (Disque EDIBER no 115 – 17 cm, 33t.)
4 pièces de l’opus 12 : Marche, Gavotte, Rigaudon, Caprice, 
Valses de Schubert choisies et liées en suite par Sergueï Prokofiev
Danses gitanes (Disque EDIBER no 787 – 25 cm, 33t.)
Joaquin Turina
Récital no 1 (Disque EDIBER no 301 – 30 cm, 33t.)
Toccata en ré majeur, BWV 912, Jean-Sébastien Bach - Sonate « de la Marche Turque » Kv.331, Wolfgang Amadeus Mozart - Funérailles, Franz Liszt - Duetto (des Romances sans paroles), Felix Mendelssohn - Papillons, Robert Schumann
Chansons et Danses (Disques EDIBER no 131 & 140 – 17 cm, 33t.)
15 chansons paysannes hongroises, Béla Bartók
Sonatine – 6 Six Danses populaires roumaines – 3 chansons du Comitat de Csik, Béla Bartók
Trois aspects du Romantisme (Disque APRAC no 9.CM.302 – 30 cm 33t.)
Polonaises op. 26 no 1, op. 40 no 1 et 2, op. 53, Frédéric Chopin - 17 laendler D.366, Franz Schubert - Funérailles (no 7 des « Harmonies poétiques et religieuses), Franz Liszt
Quatre sonates du siècle des lumières (Disque APRAC no 9.CM.304 – 30 cm, 33t.)
Sonate en si mineur W.Q. 49/6, Carl Philipp Emmanuel Bach - Sonate en la majeur Kv.331, Wolfgang Amadeus Mozart - Sonate en ré majeur (Hob. XVI, 37), Joseph Haydn - Sonate en ut mineur, op. 13 dite Pathétique,  Ludwig van Beethoven

## Filmographie
- Participation, en tant qu’acteur et pianiste, au film de Robert Bresson L'Argent, d’après Le Faux Billet de Léon Tolstoï, sorti le 18 mai 1983. Michel Briguet y incarne « le père de la petite femme », ancien professeur de piano que le décès de son gendre a précipité dans l’alcool et éloigné de ses élèves. On a le plaisir de l’entendre interpréter un extrait de la Fantaisie chromatique et fugue de Bach.
- Terres en friches, un film réalisé en 1962 par Gérard Chouchan et Max R. Desleves pour la RTF (qui deviendra par la suite l'ORTF). Tourné à Druyes-les-Belles-Fontaines (département de l'Yonne), avec le concours des drogiens (habitants de Druyes), ce document présente une conférence-concert sur la vie de Frédéric Chopin, sujet souvent traité par le pianiste-conférencier dans le cadre de ses tournées musicales en des lieux que la musique classique n'irrigue habituellement pas.

## Distinctions
Michel Briguet a été promu au grade de Chevalier de la Légion d'honneur (promotion du 1er janvier 1990).[réf. souhaitée]

## Sources
À l'exception des éléments pour lesquels les sources sont citées dans le texte lui-même (articles de presse, disques), l'essentiel de cet article a été rédigé grâce à diverses documentations réalisées pour Michel Briguet, aux fins de présentation de ses activités et de communication avec ses éventuels partenaires. Tous ces documents ont été vus et approuvés, en leur temps, par Michel Briguet lui-même. Le principal rédacteur de cet article [Jean-Pierre Dubois] a été l'élève (depuis 1959) puis l'ami de Michel Briguet jusqu'à la disparition de ce dernier en 1997. [Jean-Pierre Dubois] possède, outre une abondance de documents divers sur la carrière de Michel Briguet et la copie intégrale (remasterisée au format numérique) de tous ses enregistrements sonores (en et hors commerce), une correspondance suivie, entretenue avec Michel Briguet et riche de plus de 400 lettres autographes du musicien.